# Salix denticulata
Salix denticulata ist ein Strauch aus der Gattung der Weiden (Salix) mit meist 3 bis 5 Zentimeter langen Blattspreiten. Das natürliche Verbreitungsgebiet der Art liegt in Afghanistan, Pakistan, Indien, China und in Nepal.

## Beschreibung
Salix denticulata wächst als bis zu 6 Meter hoher Strauch. Die Zweige sind anfangs flaumig behaart und verkahlen später. Die Laubblätter haben einen etwa 2 Millimeter langen, unbehaarten Blattstiel. Die Blattspreite ist eiförmig oder länglich-elliptisch, 3 bis 5 Zentimeter lang und 1,2 bis 2,2 Zentimeter breit. Der Blattrand ist fein gesägt, die Blattbasis breit keilförmig bis gerundet, das Blattende spitz oder stumpf. Die Blattoberseite ist grün, die Unterseite blass, beide Seiten sind kahl.
Die männlichen Blütenstände sind etwa 2,5 Zentimeter lange Kätzchen. Der Blütenstandsstiel ist kurz und trägt drei oder vier kleine Blätter, die Blütenstandsachse ist fein behaart. Die Tragblätter sind elliptisch-rundlich oder verkehrt eiförmig, kahl und etwa ein Drittel so lang wie die Staubfäden. Männliche Blüten haben eine zylindrische adaxiale Nektardrüse, die etwa die halbe Länge der Tragblätter erreicht. Es werden zwei Staubblätter gebildet, die Staubfäden sind nahe der Basis zottig behaart, die Staubbeutel sind gelb. Die weiblichen Kätzchen sind etwa 4 Zentimeter, bei Fruchtreife etwa 9 Zentimeter lang. Der Blütenstandsstiel ist belaubt, die Blütenstandsachse fein behaart. Die Tragblätter sind verkehrt eiförmig, die Oberseite ist an der Basis fein behaarte, die Unterseite ist kahl. Weibliche Blüten haben eine adaxiale Nektardrüse. Der Fruchtknoten ist eiförmig-zylindrisch oder eiförmig, kahl und beinahe sitzend, der Griffel ist zweilappig, die Narbe kurz. Die Früchte sind etwa 4 Millimeter lange, ellipsoid-längliche Kapseln. Salix denticulata blüht im April und Mai, die Früchte reifen im Mai.

## Verbreitung und Ökologie
Das natürliche Verbreitungsgebiet liegt in Afghanistan, Indien, in Pakistan, in Nepal, in den chinesischen Provinzen Sichuan und Yunnan und im Autonomen Gebiet Tibet. In China wächst die Art entlang von Flüssen in Höhen von etwa 2500 Metern.

## Systematik
Salix denticulata ist eine Art aus der Gattung der Weiden (Salix) in der Familie der Weidengewächse (Salicaceae). Dort wird sie der Sektion Denticulatae zugeordnet. Sie wurde 1850 von Nils Johan Andersson in Kongliga Vetenskaps-Akademiens Handlingar wissenschaftlich beschrieben. Ein Synonym der Art ist Salix elegans Wall. ex Andersson.